# Нови Хрозенков
Нови Хрозенков (чеш. Nový Hrozenkov) је насељено мјесто са административним статусом варошице (чеш. městys) у округу Всетин, у Злинском крају, Чешка Република.

## Становништво
Према подацима о броју становника из 2014. године насеље је имало 2.676 становника.